# Élections législatives de 2022-2023 en république populaire de Chine
 (février 2023).
Si vous disposez d'ouvrages ou d'articles de référence ou si vous connaissez des sites web de qualité traitant du thème abordé ici, merci de compléter l'article en donnant les références utiles à sa vérifiabilité et en les liant à la section « Notes et références ».
Les élections législatives de 2022-2023 en république populaire de Chine ont eu lieu d'octobre 2022 à février 2023 et ont permis d'élire les 2 980-3 000 sièges de l'Assemblée nationale populaire.